# 강병규 (공무원)
강병규(姜秉圭 1954년 11월 16일 ~ , 경북 의성)는 대한민국의 공무원이다. 2014년 3월 7일 안전행정부 장관으로 내정되었다.
하지만 장관으로 임명된지 10일 뒤에 벌어진 세월호 침몰 사고의 늑장 대응 논란으로 결국 장관직 사퇴 의사를 밝혔고, 2014년 7월 15일 후임 정종섭 장관이 임명되자 퇴임하여 최단명장관이라는 결과를 남겼다.

## 학력
- 서울강남초등학교 졸업
- 경기중학교 졸업
- 경기고등학교 졸업
- 고려대학교 법학 학사
- 캔자스대학교 대학원 정책학 석사

## 경력
- 1977년 12월 : 제21회 행정고시 합격
- 1981년 10월 ~ 1883년 11월 : 대통령실 비서실장 보좌관
- 1988년 9월 ~ 1991년 1월 : 국무총리 의전비서실 비서관
- 1991년 1월 ~ 1994년 10월 : 내무부 행정관리담당관, 공기업과장, 사회진흥과장
- 1995년 12월 ~ 1996년 8월 : 경상북도 경산시 부시장
- 1998년 4월 ~ 2000년 2월 : 대통령비서실 정무행정관
- 2002년 3월 : 행정자치부 감사관
- 2003년 ~ 2004년 2월 : 행정자치부 자치행정국장
- 2005년 3월 ~ 2006년 8월 : 대구광역시 행정부시장
- 2006년 8월 : 행정자치부 정책홍보관리관
- 2007년 ~ 2008년 3월 : 행정자치부 지방행정본부장
- 2008년 3월 ~ 2009년 1월 : 행정안전부 소청심사위원회 위원장
- 2009년 1월 ~ 2010년 8월 : 행정안전부 제2차관
- 2011년 3월 ~ 2014년 2월 : 한국지방세연구원장
- 2014년 4월 ~ 2014년 7월 : 제2대 안전행정부 장관
- 강원발전연구원 자문위원회 행·재정 자문위원